# Bahçecik, Mazıdağı
Bahçecik là một xã thuộc huyện Mazıdağı, tỉnh Mardin, Thổ Nhĩ Kỳ. Dân số thời điểm năm 2010 là 201 người.